# 科西莫二世 (托斯卡纳)

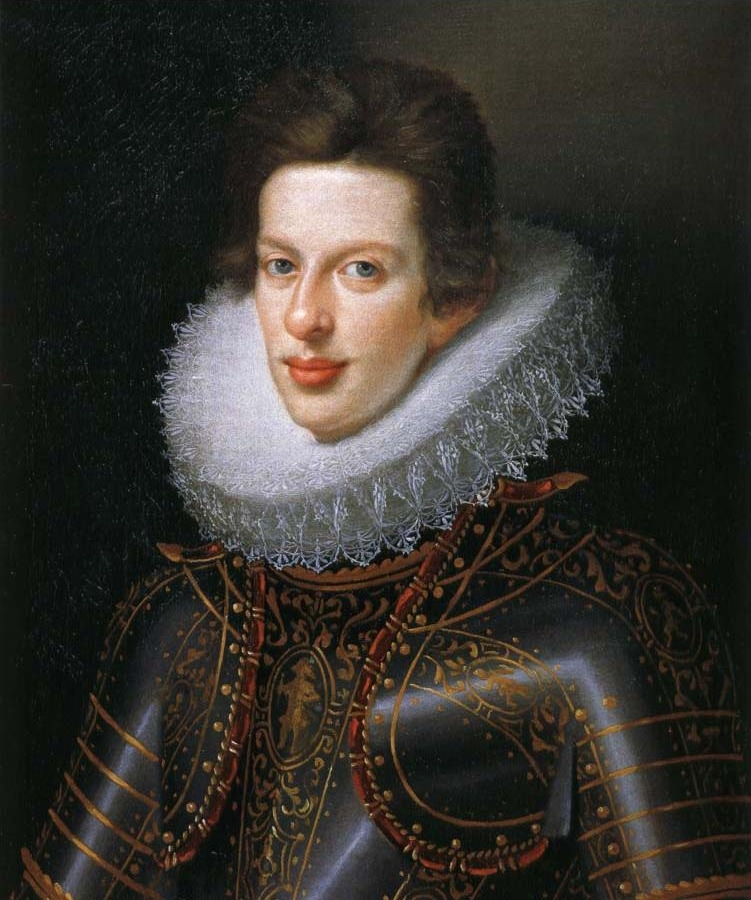
托斯卡纳大公任內之科西莫二世

科西莫二世·德·美第奇 （義大利語：Cosimo II de' Medici；1590年5月12日—1621年2月28日） 是斐迪南一世和洛林的克莉絲汀的长子，1609年至1621年間為托斯卡纳大公。
1608年10月19日，他和奥地利的玛利亚·马格达莱纳（1589年10月7日－1631年11月1日）结婚。后者是神圣罗马帝国皇帝斐迪南一世的孙女。

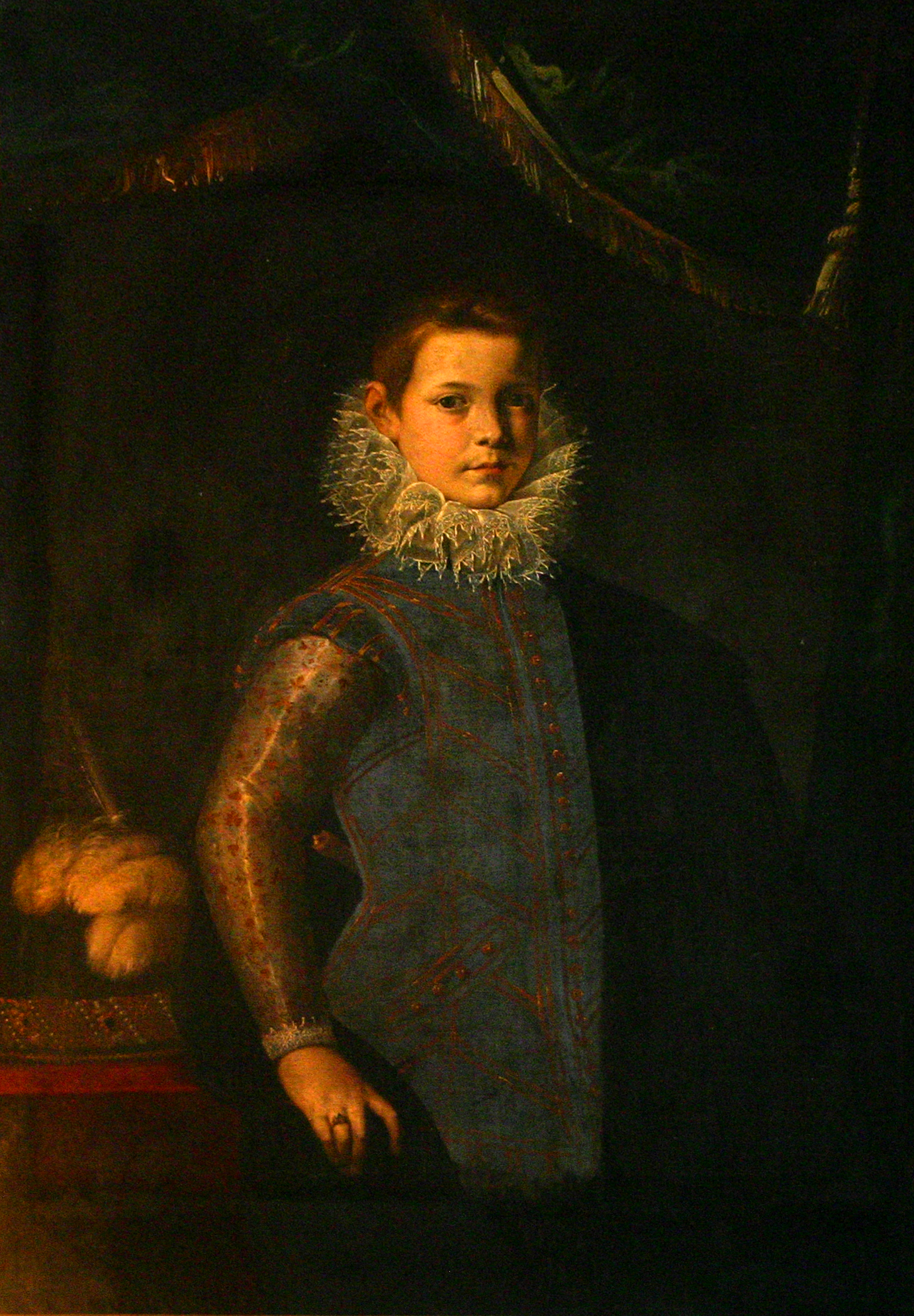
提香绘制的油画，《孩童时候的科西莫·德·美第奇》

科西莫二世和他的妻子有4子4女，其中长子斐迪南继承大公的爵位，号称斐迪南二世；有2个儿子成了樞機。
- 玛利亚·克里斯蒂娜（1609年8月24日－11632年8月9日）
- 斐迪南（1610年7月14日－1670年5月23日）和維多利亞·德拉羅維雷（1622年2月7日－1694年3月6日）结婚，后者是科西莫二世妹妹克勞迪亞·德·麥地奇和费雷里科·德拉·罗维雷的女儿。
- 若望-嘉祿（英语：Giancarlo de' Medici）（1611年7月24日－1663年1月23日）於1644年成为樞機。
- 玛格丽塔（1612年5月31日－1679年2月6日）於1628年10月11日嫁给帕尔马公爵奥多阿多·法尔内塞。
- 马蒂亚斯（1613年5月9日－1667年10月14日）被委任为锡耶纳的地方长官。
- 法蘭西斯科（1614年10月16日－1634年7月25日）
- 安娜（1616年7月21日－1676年9月11日）1646年6月10日嫁给外奥地利大公斐迪南·查理（1628年－1662年）
- 良保（英语：Leopoldo de' Medici）（1617年11月6日－1675年11月10日）於1667年成为樞機。